# كيف (فلسفة)

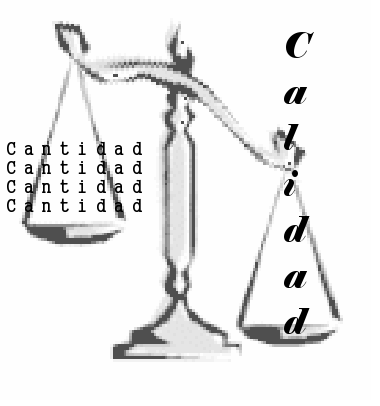

الكيف هو صفة أو خاصية والصفات تكون منسوبة إلى موضوع في حين أن الخصائص هي ممتلكة. في الفلسفة المعاصرة فكرة الصفات، وخاصة كيفية التمييز بين أنواع معينة من الصفات عن بعضها البعض ما زالت مثيرة للجدل.

## تعريف
الكيف (نقل إلى الاسمية) هيئة قارة في الشيء لا يقتضي قسمة ولا نسبة لذاته:
- فقوله «هيئة» يشمل الأعراض كلها
- وقوله «قارة» في الشيء احتراز عن الهيئة غير القارة، كالحركة والزمان والفعل والانفعال
- وقوله «لا يقتضي قسمة» يخرج الكم
- وقوله «ولا نسبة» يخرج باقي الأعراض النسبية
- وقوله «لذاته» ليدخل فيه الكيفيات المقتضية أو النسبة بواسطة اقتضاء محلها بذاك

## أنواع الكيفيات
الكيفيات أربعة أنواع هي الكيفيات المحسوسة والكيفيات النفسانية والكيفيات المختصة بالكميات والكيفيات الاستعدادية.

### الكيفيات المحسوسة
الكيفيات المحسوسة وهي
- راسخة، كحلاوة العسل، وملوحة ماء البحر، وتسمى: انفعاليات
- غير راسخة، كحمرة الخجل، وصفرة الوجه، وتسمى: انفعالات، لكونها أسبابا لانفعالات النفس، وتسمى الحركة فيه: استحالة، كما يتسود العنب، ويتسخن الماء

### الكيفيات النفسانية
الكيفيات النفسانية
- راسخة، كصناعة الكتابة للمتدرب فيها، وتسمى: ملكات
- غير راسخة، كالكتابة لغير المتدرب، وتسمى حالات

### الكيفيات المختصة بالكميات
الكيفيات المختصة بالكميات
- مختصة بالكميات المتصلة، كالتثليث، والتربيع، والاستقامة، والانحناء
- مختصة بالكميات المنفصلة، كالزوجية والفردية

### الكيفيات الاستعدادية
الكيفيات الاستعدادية أي الكيفيات التي من جنس الاستعداد فالياء للنسبة تفيد إضافة الفرد ونسبته إلى جنسه كقولك كوزة ترابية وجسم حيواني فليست تلك مغايرة للاستعداد كيف فإنها مفسرة باستعداد شديد نحو الدفع واللانفعال كالصلابة وتسمى قوة ولا ضعفا أو نحو القبول واللانفعال كاللين ويسمى ضعفا فالاستعداد المطلق جنس والقوة والضعف نوعان.
وهي إما أن تكون
- استعدادا، نحو القبول، كاللين والمراضاة، ويسمى ضعفا و'لا قوة'
- «اللا قبولي [غير القبولي]» كالصلابة، والصحاحية، ويسمى قوة